# Canvas Gallery (Карачи)
Галерея «Canvas Gallery» (англ. Canvas Art Gallery) — галерея современного искусства в пакистанском городе Карачи, основанная в 1999 году; занимается поддержкой, развитием и продвижением пакистанского искусства — выставляет работы известных и начинающих художников, родившихся или работающих в стране; сотрудничала с Аделой Сулеман, Аишей Халид и Басиром Махмудом.

## История и описание
Художественная галерея «Canvas Gallery» была основана в городе Карачи (Пакистан) в 1999 году — по инициативе куратора Самееры Раджи (Sameera Raja); ко второму десятилетию XXI века галерея стала одной из ведущих пакистанских организаций, занимающихся поиском, поддержкой, развитием и продвижением местного искусства и региональных художников. «Canvas Gallery» предоставляет своё пространство как для начинающих, так и для уже признанных авторов — проводя как персональные, так и групповые (тематические) выставки произведений современного искусства.
За годы своего существования «Canvas Gallery» организовала или приняла участие в целом ряде фестивалей и художественных проектов, включая «Sindh Art Festival», в зале Фрир-Холл; галерея также сотрудничала с местным университетом «Indus Valley School of Art and Architecture» и провела масштабную групповую выставку «Extra Ordinary» (куратор Рашид Рана), ставшую одновременно и презентацией нового здания галереи, специально построенного под её нужды — выставка прошла в ноябре-декабре 2013 года. Галерея сотрудничала с целым рядом современных пакистанских скульпторов и художников, включая Аделу Сулеман, Аишу Халид (род. 1972) и Басира Махмуда (род. 1985). «Canvas Gallery» также является организатором собственной программ проживания (арт-резиденции), проводимой в сотрудничестве с корпоративными спонсорами. Кроме того она участвовала и в международных арт-ярмарках, включая «Art Dubai» (2015, 2018 и 2019).
Несмотря на «исламизацию» искусства, начавшуюся в Пакистане с 1980-х годов, «Canvas Gallery» стала одной из нескольких организаций нового поколения, которые «бросают вызов ограничениям» — обнаженная натура и гомосексуальные художники не являются редкостью для галереи; по мнению самой Раджи, высказанному в 2016 году, данные темы «не являются табу в [пакистанском] обществе, по крайней мере, в той его части, которая связана с искусством»; однако, куратор добавила, что не собирается «рисковать художником», размещая подобные работы в общественных местах. Летом 2019 года галерея провела групповую выставку «The Jumbo Alteration».